# Pavetta plumosa
Pavetta plumosa är en måreväxtart som beskrevs av John Hutchinson och John McEwan Dalziel. Pavetta plumosa ingår i släktet Pavetta och familjen måreväxter.
Artens utbredningsområde är Kamerun. Inga underarter finns listade i Catalogue of Life.